# Marcha del Orgullo LGBT de Santiago de Chile
La Marcha del Orgullo LGBT de Santiago de Chile es una manifestación anual que se realiza en la capital chilena. La marcha de Santiago es considerada la tercera manifestación LGBT de mayor concurrencia en favor de las minorías sexuales en Hispanoamérica, después de la marcha del orgullo LGBT de Ciudad de México y la marcha del Orgullo LGBT de Buenos Aires; en la edición de 2022 concurrieron alrededor de 80 000 manifestantes.

## Historia
Los antecedentes de la Marcha del Orgullo de Santiago se remontan al 28 de junio de 1997, cuando se realizó la «Marcha de los paraguas», denominada de dicha forma como una referencia al dicho popular de la «vuelta de paraguas» que se utiliza peyorativamente para referirse a las personas homosexuales. Ese mismo día se realizó un evento en el Teatro Cariola que reunió a alrededor de 200 personas y que incluyó presentaciones de transformistas, humoristas y artistas LGBT.
La primera marcha se llevó a cabo el 27 de junio de 1999, inicialmente sólo en Santiago y bajo el nombre de «Marcha por la No discriminación»; luego con los años se extendió a las ciudades de Concepción y Valparaíso. La primera versión de la marcha reunió a alrededor de 600 personas.
La segunda marcha, esta vez ya denominada como «Marcha por el Orgullo Gay», se realizó el 17 de septiembre de 2000, como parte de las celebraciones del «Mes de la Patria Gay», instancia creada por el Movimiento Unificado de Minorías Sexuales (MUMS) para trasladar la fecha de las celebraciones del orgullo LGBT en Chile al mes tradicional de las fiestas patrias nacionales. Según Carabineros, los asistentes alcanzaron los 3000, mientras que los organizadores elevaban la cifra a 5000.
La marcha del orgullo LGBT en Santiago de 2004 se realizó el 25 de septiembre, precedida por una feria realizada en el Parque Bustamante. La manifestación estuvo organizada por Sidacción y el MUMS, a las que se sumaron Afirmación Chile, Amnistía Internacional, Las Otras Familias y el Movilh.
En 2005 la marcha del orgullo se llevó a cabo el 24 de septiembre, alcanzando una cifra récord hasta el momento de más de 8000 asistentes. En la ocasión debutó la Brigada Escolar Gay y Lésbica, y además se sumaron nuevas organizaciones a la marcha, como por ejemplo el Sindicato Amanda Jofré, Coordinadora Universitaria por la Diversidad Sexual, Comunidad Ecuménica Gay Lésbica y el Sindicato Afrodita.
La edición de 2007 de la marcha del orgullo de Santiago ocurrió el 29 de septiembre, con un recorrido que se inició en la Plaza Baquedano, desplazándose por la Alameda hasta el Paseo Bulnes, y que contó con más de 15 000 asistentes. Las agrupaciones lesbofeministas La Perlita, Las Moiras y el sitio web Rompiendo el Silencio organizaron una marcha paralela denominada «La Otra Marcha» y que realizó el mismo recorrido.

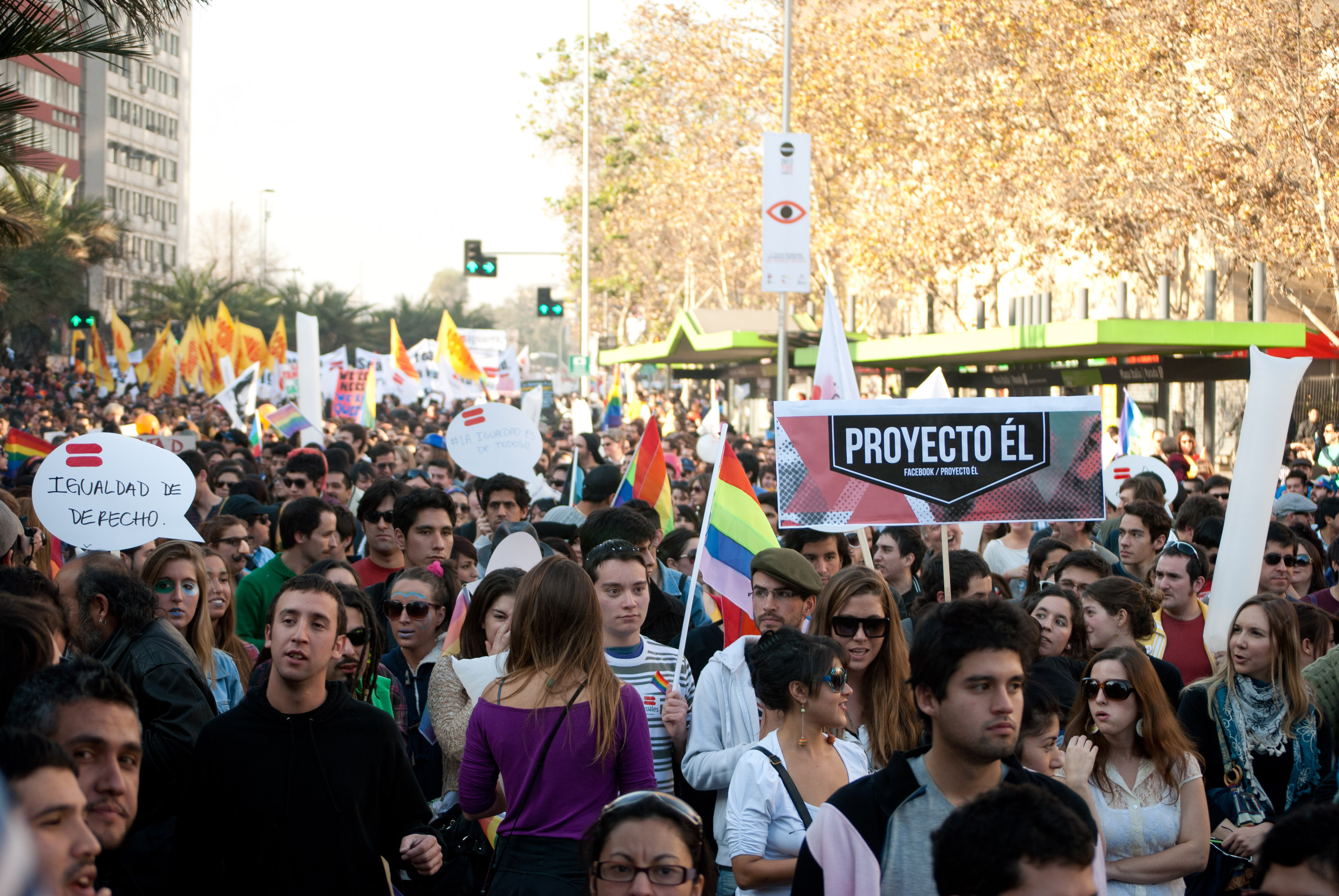
Marcha del orgullo LGBT de Santiago de 2012.

El 29 de septiembre de 2012 se realizó la XIII versión de la entonces denominada «Marcha por la Diversidad Sexual» con la más alta convocatoria hasta dicha fecha, tras el asesinato del joven gay Daniel Zamudio, que provocó conmoción a nivel internacional y que derivó en la promulgación de la Ley de Antidiscriminación por el gobierno de Sebastián Piñera.

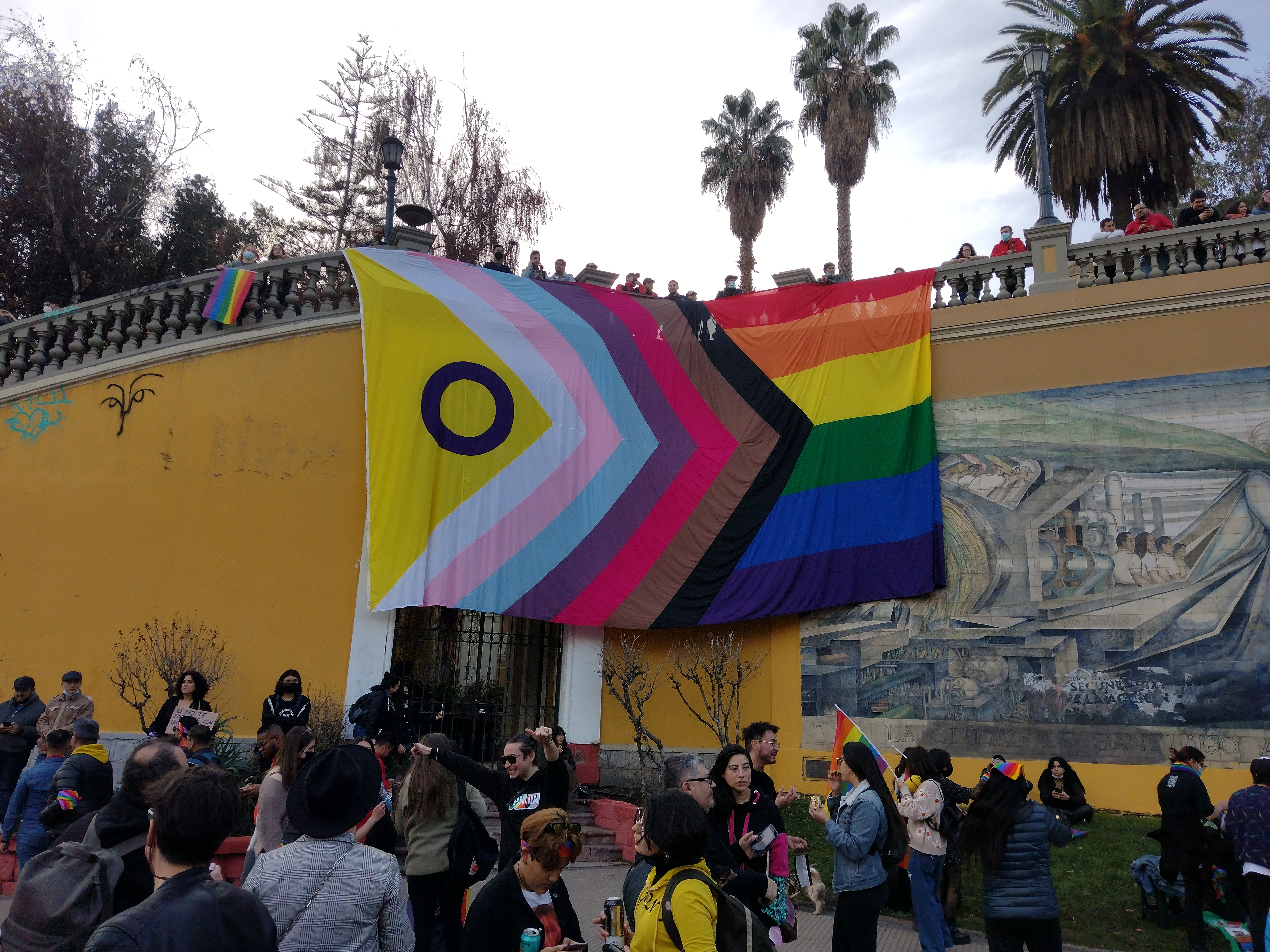
Bandera del orgullo LGBT desplegada en el cerro Santa Lucía durante la marcha del orgullo de 2022.

Debido a la pandemia de COVID-19, en 2020 se realizó por primera vez la Marcha del Orgullo en Chile de manera virtual, mediante presentaciones en video a través del canal de YouTube del Movilh. Al año siguiente, la agrupación anunció el 8 de octubre que la Marcha del Orgullo se realizaría nuevamente de manera presencial el 13 de noviembre en la Plaza Baquedano. En dicha ocasión asistieron más de 150 mil personas y contó con la presencia de Elisa Loncon, presidenta de la Convención Constitucional, además de los convencionales constituyentes Pedro Muñoz Leiva, Gaspar Domínguez, Bessy Gallardo y Tomás Laibe, y la alcaldesa de Melipilla, Lorena Olavarría, primera autoridad comunal abiertamente de la diversidad sexual elegida en el país.
La Marcha del Orgullo de 2022 se llevó a cabo el 25 de junio, organizada por primera vez en conjunto entre el Movilh y la Fundación Iguales. Durante los preparativos del evento los organizadores señalaron que ninguna entidad con fines de lucro podrá promocionar su marca, indicando que «es una marcha social reivindicativa y no un evento comercial». La edición de 2023 de la Marcha del Orgullo de Santiago se realizó el 24 de junio, y nuevamente su organización estuvo a cargo de manera conjunta entre el Movilh y la Fundación Iguales.

## Bloque Contrahegemónico
También llamado «Bloque de Acción Disidente», la Marcha Contrahegemónica en Santiago es una movilización que busca desafiar las estructuras de poder y las normas sociales establecidas generalmente asociadas con la diversidad sexual y de género. En 2022, por ejemplo, un bloque contrahegemónico se convocó en la Marcha del Orgullo para expresar demandas más allá de la legalización del matrimonio igualitario, enfatizando la necesidad de transformar las estructuras sociales. Dentro de las organizaciones participantes están grupos como la Aces, Marcha Disidente, Pan y Rosas, Frente TransMasculinidades, Red Lesbo Feminista, MemoriaxBau, Intersexuales Chile, Guerrilla Marika y la Banda Exuberante, Disidencias en Lucha, entre otras.
Las organizaciones que convocan a este bloque contrahegemónico, declaran que se encuentran de acuerdo con los puntos que plantean las organizaciones Movilh e Iguales; sin embargo, señalan que «las prioridades de dichas organizaciones se centran en aspectos que parecieran favorecer únicamente a quienes gocen de privilegio de clase y dejan de lado muchos otros puntos importantes».